# Charles Vane (piraat)

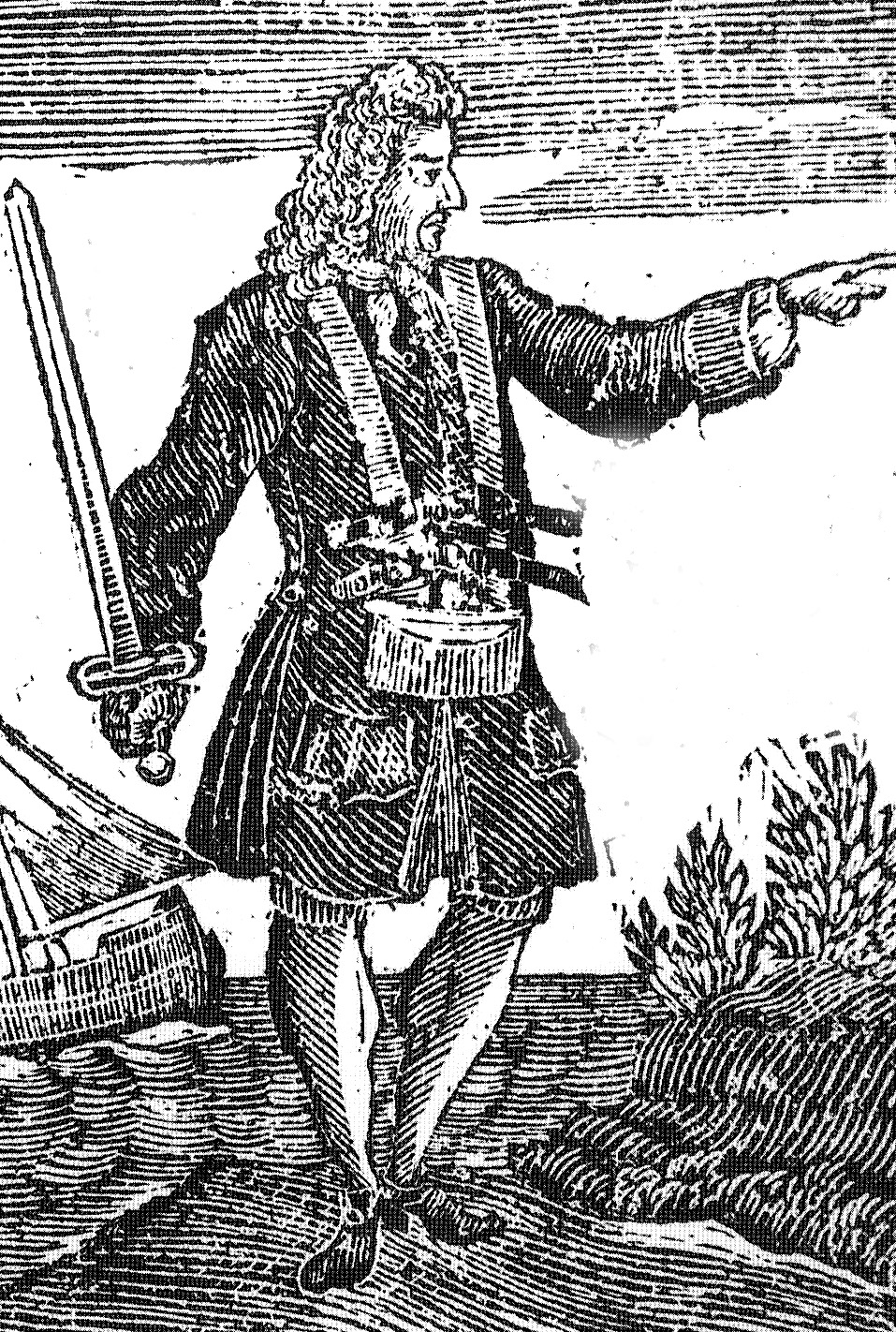
Vane op een begin-achttiende-eeuwse gravure

Charles Vane (circa 1680 – 29 maart 1721) was een Engelse piraat die het voorzien had op Engelse en Franse schepen. Met zijn brigantijn de Ranger opereerde Vane vanuit het piratennest New Providence tussen 1716 en 1719. Vane stond bekend als een wreed piraat, die regelmatig geen kwartier gaf, de piratencode schond en zijn bemanning bedroog bij het verdelen van de buit. Vane staat op de zeventiende plaats van de Forbes Top 20 van piraten die het meest "verdienden", met een vermogen van $ 2,3 miljoen, naar huidige maatstaven.
In 1718 benoemde George I van Groot-Brittannië de kaper Woodes Rogers als gouverneur van de Bahama's. Rogers had als taak een eind te maken aan de piraterij, met de bevoegdheid piraten gratie te verlenen mits ze hun leven beterden. Vane, die op dat moment de stad Nassau zo goed als in handen had, was de leider van de zeerovers die niet op dit aanbod ingingen. Hij werd door de nieuwe gouverneur en zijn zeemacht bestreden, maar wist te ontsnappen.
In 1719 leed Vane schipbreuk en kwam via een onbewoond eiland en een voorbijkomend schip in handen van de voormalige piraat Holford, die hem aan de gouverneur uitleverde. Na een lang voorarrest werd Vane op 22 maart 1721 tot de dood door ophanging veroordeeld. Het vonnis werd een week later voltrokken.